# Тёплый Стан (Мордовия)
Тёплый Стан — село в Зубово-Полянском районе Мордовии России. Входит в состав Умётского городского поселения.

## История
В «Списке населённых мест Тамбовской губернии за 1866» Тёплый Стан казенная деревня из 25 дворов Спасского уезда.

## Население
| 2002 | 2010 |
| ---- | ---- |
| 174  | ↘146 |

Национальный состав
Согласно результатам Всероссийской переписи населения 2002 года, в национальной структуре населения мордва-мокша составляли 83 %.